# Чемпионат мира по шоссейным велогонкам 1933
13-й чемпионат мира по шоссейному велоспорту проходил в французском городе Монлери 14 — 15 августа 1933 года. Чемпионом мира среди профессионалов стал француз Жорж Спейше.

## Детали
Чемпионат мира 1933 года прошел во французском городе Монлери. В нём участвовало 66 велогонщиков, включая 28 профессионалов и 38 любителей. Профессионалам предстояло преодолеть дистанцию в 250 км, а любителям в 125 км.
Среди профессионалов победу одержал француз Жорж Спейше, который в этом же году выиграл Тур де Франс. Он опередил свое соотечественника Антоне Маль на 5 минут и 3 секунды, третьим финишировал Марейн Валентейн из Нидирландов. Чемпион мира 1932 года Альфредо Бинда финишировал шестым. Из 28 стартовавших в гонке, финишировали 13 велогонщиков.
Среди любителей победу одержал швейцарец Пауль Эгли, вторым финишировал его соотечественник Курт Штеттлер, третий — бельгиец Жозеф Ловеж. Из 38 стартовавших в гонке, финишировали 20 велогонщиков.

## Программа чемпионата
| Дата            | Дисциплина              | Маршрут           | Дистанция       | Круги           |
| Групповые гонки | Групповые гонки         | Групповые гонки   | Групповые гонки | Групповые гонки |
| --------------- | ----------------------- | ----------------- | --------------- | --------------- |
| 14 августа      | Мужчины — Профессионалы | Монлери — Монлери | 250 км          | 20              |
| 15 августа      | Мужчины — Любители      | Монлери — Монлери | 125 км          | 10              |

## Призёры
Согласно:
| Велогонка     | Золото                 | Золото   | Серебро                   | Серебро  | Бронза                        | Бронза   |
| ------------- | ---------------------- | -------- | ------------------------- | -------- | ----------------------------- | -------- |
| Мужчины       |                        |          |                           |          |                               |          |
| Профессионалы | Жорж Спейше · Франция  | 7ч08'58" | Антоне Мань · Франция     | + 5' 03" | Марейн Валентейн · Нидерланды | + 5' 04" |
| Любители      | Пауль Эгли · Швейцария | 3ч21'48" | Курт Штеттлер · Швейцария | + 0' 51" | Жозеф Ловеж · Бельгия         | + 2' 43" |

## Медальный зачёт
*   Принимающая страна (Франция)
| Место          | Страна         | Золото | Серебро | Бронза | Всего |
| -------------- | -------------- | ------ | ------- | ------ | ----- |
| 1              | Франция*       | 1      | 1       | 0      | 2     |
| 1              | Швейцария      | 1      | 1       | 0      | 2     |
| 3              | Бельгия        | 0      | 0       | 1      | 1     |
| 3              | Нидерланды     | 0      | 0       | 1      | 1     |
| Всего стран: 4 | Всего стран: 4 | 2      | 2       | 2      | 6     |